# 小野の妹尼
小野の妹尼（おののいもうとあま）は、『源氏物語』に登場する架空の人物。

## 概要
横川の僧都の妹であり、比叡山の西坂本（京都側）の小野に居住している尼であることからこの名称で呼ばれる。横川の僧都に多大な影響を及ぼす形で源氏物語の作品中でも重要な役割を担っている。過去に衛門督と結婚して娘ももうけたが、夫に先立たれた後一人で娘を育て中将を婿に迎えたが娘にも先立たれた後出家し、母尼とともに比叡山の西坂本の小野に居住している。登場時点で「五十ばかり」と記されている。浮舟を中将と結婚したが死んでしまった娘の身代わりだとして喜び、浮舟を娘の夫であった中将と再婚させようとしており、中将もその気になって浮舟に歌を贈ったのに代わって返歌している。囲碁好きで僧都と打って勝つほどに強い。

## モデル
一般には兄である横川の僧都のモデルとされる源信（恵心僧都）の妹である「安養尼」とされるが、結婚歴の有無など異なる点も多いとの指摘もある。なお、一部の古系図において、この小野の妹尼のことを源氏物語の本文中には使われていない「安養尼」の名前で記されているものがあり、そのような古系図は「安養尼本古系図」との名称で呼ばれている。

## 登場する巻
小野の妹尼は直接には以下の巻で登場し、本文中ではそれぞれ以下のように表記されている
- 第53帖 手習 妹、妹の尼君、尼君、娘の尼君、北の方、あるじ、小野の尼君、尼上、東の御方、上、故衛門督の妻
- 第54帖 夢浮橋 妹、尼君のあるじ、故衛門督の北の方

なお、この人物は鎌倉時代初期に書かれたと見られる源氏物語の補作である山路の露にも登場しており、「尼君」などと表記されている。

## 各巻での活動
母尼とともに長谷寺に詣でた帰路に母が発病したため宇治院にとどまり知らせを聞いて下山してきた横川僧都とともに介抱していたところ、僧都が御堂の裏手で宇治川に身投げしたが死にきれなかった浮舟を見つける。寺で夢のお告げを受けていたこともあり、浮舟を死んでしまった娘の身代わりだとして喜び小野に連れ帰る。なかなか正気に戻らず、正気に戻った後も自身の素性を語らない浮舟を熱心に介抱する。娘の夫であった中将に浮舟のことを語ると中将が関心を示すようになって歌をよこすようになるが、尼自身も浮舟が死んだ娘の代わりに中将の妻となることを望み、関心を示さない浮舟に代わって中将への返歌を代筆したりする。浮舟を得たお礼にと長谷寺に詣でている間に同行を断った浮舟はその間に訪ねてきた横川僧都に強く願って出家してしまう。帰ってきた尼はこのことを知って悲嘆するが結局尼となった浮舟の身の回りの世話をするようになる。（第53帖 手習）
横川僧都が宮中で素性不明の女のことを語ったために浮舟の素性が明らかになり、薫の使者として小君が訪ねてくる。尼は浮舟に薫と会うことや返事を出すことを勧めるが浮舟はいずれも拒否したため小君は手ぶらで帰ることになる。（第54帖 夢浮橋）
小君がしばしば訪ねてくるようになり、その後薫や浮舟の母も訪ねてくるようになり、その応対をする。（山路の露）